# Шандрук, Павел Феофанович
Па́вел Феофа́нович Шандру́к  (28 февраля 1889, село Борсуки, Кременецкий уезд, Волынская губерния, Российская империя — 15 февраля 1979, Трентон, Нью-Джерси, США) — военный деятель Украинской народной республики, генерал-хорунжий армии УНР (1920); командующий Украинской национальной армией в составе Вермахта (1945).

## Биография
Родился на Подолье, сын сельского православного священника.
Учился в подготовительных классах духовной семинарии. Окончил мужскую классическую гимназию в Остроге и три курса историко-филологический института князя Безбородко в Нежине.

### Во время Первой мировой войны
Участник Первой мировой войны: в 1915 году был призван на военную службу, 1 сентября 1915 года зачислен в Алексеевское военное училище (г. Москва) юнкером на правах вольноопределяющегося 1-го разряда. После успешного окончания ускоренного 4-х месячного курса училища был произведен в прапорщики с зачислением по армейской пехоте. Служил младшим офицером в 232-м запасном пехотном полку (г. Тверь). Высочайшим приказом от 29.09.1916 был произведен в подпоручики (со старшинством с 01.09.1915). Назначался временно исполняющим должность командующего 3-м батальоном.
Высочайшим приказом от 10.03.1917 состоящий в резерве чинов при штабе Минского военного округа подпоручик Павел Шандрук был переведен в 70-й пехотный Ряжский полк (18-я пехотная дивизия), в составе которого принимал участие в боевых действиях на Северном фронте в районе Двинска. Находился в подчинении начальника хозяйственной части полка. В августе 1917 был командирован в Томскую и Тверскую губернии за покупками продуктов для полка. Возвратился с командировки после Октябрьской революции.
На ноябрь 1917 года — подпоручик (по версии Тинченко Я. Ю., на 1917 год Павел Шандрук имел чин штабс-капитана и был награждён всеми орденами до Святого Владимира с мечами и бантом, что не подтверждается архивными документами). В феврале 1918 — демобилизован.

### Во время гражданской войны
В 1918—1920 годах служил в украинской армии. В феврале 1918 поступил добровольцем в Запорожский отряд войск Центральной Рады.
С апреля по август 1918 служил значковым (поручиком) в дивизионе бронепоездов Отдельной Запорожской дивизии вооружённых сил Украинской державы.
С сентября 1918 по апрель 1919 служил в Харькове, в военной комендатуре.
С мая 1919 — на противобольшевистском фронте, в составе действующей армии УНР. Воевал в районе городов Гусятин, Кременец, Почаев, Тернополь: в мае 1919 — командир батальона, в июне-июле 1919 — командир 9-го стрелкового полка, с августа 1919 — командир 1-го Рекрутского полка.
В ноябре 1919, после поражения украинской армии, был интернирован поляками.
Участник советско-польской войны на стороне поляков в составе армии УНР (2-го формирования). 
 С апреля 1920 — командующий сводным отрядом, затем — 4-й бригадой 2-й стрелковой дивизии (переименованной в 7-ю бригаду 3-й Железной стрелковой дивизии). С 25.07.1920 — полковник армии УНР.
В конце 1920 года — генерал-хорунжий армии УНР. С остатками своих войск отступил на польскую территорию и был там повторно интернирован.

### В эмиграции в Польше
С 1921 года — в эмиграции в Польше. Был активным участником движения за освобождение порабощённых народов СССР «„Прометей“». Редактировал журнал «Табор», издававшийся в Польше для украинских эмигрантов.
С марта 1927 — начальник организационного отдела Генерального штаба Военного министерства УНР в изгнании, с августа 1927 по май 1936 — начальник Генерального штаба армии УНР в изгнании.
В 1929 году окончил военный радиотехнический институт (в Варшаве), в 1938 году — польскую Высшую военную школу (в Варшаве). Состоял на контрактной службе в польской армии: майор (май 1936), с августа 1938 — подполковник. Служил в 18-м пехотном полку Войска Польского (в Скерневицах).

### Во время Второй мировой войны
Во время боевых действий 1939 года против немецких войск — командир 29-й сводной бригады Войска Польского. Был ранен. 23 сентября 1939 года захвачен немцами в плен. Освобождён в январе 1940 года. В 1940—1941 годах работал переводчиком в немецких военных штабах, затем — заведующий городским кинотеатром в Скерневицах (Генерал-губернаторство нацистской Германии).
В марте-мае 1945 года — президент созданного в Веймаре Украинского национального комитета. 15 марта 1945 года назначен командующим Украинской национальной армией, сформированной Верховным Командованием Вермахта на основе 14-й дивизии СС «Галичина» (в УНА — 1-я Украинская дивизия) и противотанковой бригады «Свободная Украина» (в УНА — ядро 2-й Украинской дивизии).
8-9 мая 1945 года генерал-лейтенант Шандрук вывел 1-ю Украинскую дивизию УНА с Восточного фронта (в Австрии) и сдал её американцам и англичанам.

### После Второй мировой войны
С 1946 года жил в Западной Германии, с 1949 года — в эмиграции в США.
Автор трудов по военной истории; генерал-полковник армии УНР в изгнании (1960-е годы).
Умер в 1979 году в Трентоне (штат Нью-Джерси), похоронен на православном кладбище городка Саут-Баунд-Брук (округ Сомерсет).

## Сочинения
- (укр.) «Українсько-московська війна в 1920 р. в документах» (1933)
- (англ.) «Arms of Valor» (Нью-Йорк 1959) Архивная копия от 4 октября 2007 на Wayback Machine

## Награды
В 1965 году был награждён генералом Владиславом Андерсом, знавшим его ещё по военным действиям в 1939 году, польским орденом воинской доблести Virtuti Militari 5-го класса за героизм во время военных действий 1939 года.
Был награждён также знаками отличия УНР — Крестом Симона Петлюры и Военным крестом УНР.

## Память
- Павлу Шандруку установлены мемориальные доски:
  -  — в селе Борсуки, где он родился;
  -  — в городе Нежин, в 2018 году[8].
- Именем Павла Шандрука в 2016 году названа улица в пригороде Ивано-Франковска[9].